# 日本音楽コンクール
日本音楽コンクール（にっぽんおんがくコンクール）は、毎日新聞社と日本放送協会（NHK）が主催する日本のクラシック音楽のコンクールである。日本国内における権威と伝統のある音楽コンクールのひとつに数えられ、若手音楽家の登竜門として知られる。

## 概要
本コンクールは、戦前から続く音楽コンクールである。審査員は日本国内の著名な音楽家・演奏家・作曲家が名を連ねるが、原則として音楽評論家は参加できない。声楽部門は35歳以下、その他の楽器の部門はすべて29歳以下である。作曲部門は年齢制限がないが、過去4回以上入賞・入選した者は参加できない。
コンクールの本選会の模様は、作曲部門を除いて後日NHK教育でテレビ放映され、別日にNHK-FMにおいても放送される。また毎日新聞の紙面上において後日、詳細な審査結果が公表される。本選会の賞金は、第1位が60万円、第2位が30万円、第3位が15万円である。
本選会の優勝者（最高位）には、作曲部門以外は毎年3月に開催される「受賞者発表演奏会」への出演資格が与えられる。
作曲部門は2018年より譜面審査のみによって行われる方式に変更されたが多くの批判を招いた。そのため2023年から演奏審査は復活したが、一般非公開のうえNHKのスタジオで行われる。2023年度以降、複数作応募が可能になっている。

## 歴史
1932年、時事新報社（現在の産経新聞）の主催により「音楽コンクール」が発足し、その後一時を除き毎年開催されている。当時の本選会会場は日比谷公会堂であった。
1937年、第6回より主催者が東京日日新聞および大阪毎日新聞（毎日新聞社）となることが決定したが、開催は延期され翌1938年4月に行われた。審査は声楽、バイオリン、ピアノ、作曲の4部門で行われ、各部門で第1位（1位を「なし」とすることあり）を決めた上で特に卓越したものに対して大賞が贈られることとなっていた（結果的に大賞受章者は第1回の甲斐美和のみとなった）。
第7回は第6回の約半年後である1938年11月に行われ、審査部門は弦楽（バイオリン、チェロなど）、ピアノ、作曲、声楽の4部門に、従来の大賞に相当する賞として文部大臣音楽賞が設けられるなどの変更があった。文部大臣音楽賞は、この年、弦楽（バイオリン）で第1位を獲った辻久子が受賞している。
第13回（1944年）では戦争の激化の影響（敵性語排除）もあり、一時大会名が「音楽顕奨」に変更される。1945年に予定されていた第14回は戦後の社会情勢の混乱もあり、翌年（1946年）に延期され、また、大会名も「音楽コンクール」に戻された。なお、1946年は春と秋の2回開催された。第18回（1949年）より、コンクールの大規模化への対応および、知名度の上がりつつあるコンクールの質を更に高めることを目的としてNHKが主催者に加わると同時に予選と本選の全国中継が始まった。
第51回（1982年）より、コンクールの名称を現在の「日本音楽コンクール」に改称。第62回（1993年）より本選会の会場が東京芸術劇場に変更される。
第67回（1998年）より、本選会の会場が現在の東京オペラシティのコンサートホール・タケミツメモリアルに変更される。第72回（2003年）より本選会に「聴衆賞」（聴衆が最も良いと判断する1名を選択し投票）が新設される。

## 審査・部門
本コンクールは、予選会と本選会からなる。演奏部門は2回（ピアノ・ヴァイオリン部門のみ3回）にわたる公開の予選を行い、各部門ごとに本選出場者を決定する。一方、作曲部門の予選は楽譜によって非公開の審査が行われ、本選会への出場者が決定し、本選会において実演奏が行われ、優勝者を選定する方法であったが、第87回（2018年）より応募作品を演奏せずに本選も非公開の譜面審査のみで選定する方法に改められた（入賞した作品のみ後日演奏して収録し、NHKで放送）。
本コンクールの審査部門には、毎年審査対象となる部門（4部門）と3年に1度審査対象となる部門（6部門）がある。
毎年審査対象となる部門
| 部門         | 本選会審査                                                                          |
| ------------ | ----------------------------------------------------------------------------------- |
| ピアノ       | ピアノと管弦楽のための作品を指定された曲から選択する。                              |
| ヴァイオリン | ヴァイオリンと管弦楽のための作品で指定された曲から選択する。                        |
| 声楽         | 日本歌曲を必ず含む2カ国語以上の曲を自由に選択し（曲数制限なし）、15分間にまとめる。 |
| 作曲         | 演奏時間20分以内の未発表の作品。奇数年に室内楽、偶数年にオーケストラ作品。          |
3年に1度審査対象となる部門
| 組 | 部門         | 本選会審査               |
| -- | ------------ | ------------------------ |
| A  | オーボエ     | 指定された曲を演奏する。 |
| A  | フルート     | 指定された曲を演奏する。 |
| B  | チェロ       | 指定された曲を演奏する。 |
| B  | ホルン       | 指定された曲を演奏する。 |
| C  | クラリネット | 指定された曲を演奏する。 |
| C  | トランペット | 指定された曲を演奏する。 |
※上記A、B、Cの各組が順に審査対象となる（第77回（2008年）は「B：チェロ、ホルン」が審査対象）。
尚、演奏部門については、本選会課題曲は年度により「複数から選択」もしくは「1曲指定」の違いがあるため注意されたい。また、かつて第51回大会でサクソフォン部門が開催された。

## 表彰
本コンクール本選会には第1位から第3位までの順位とは別に、下記の賞が設定されている（第77回現在）。
コンクール委員会が推挙した1名に贈られる賞
| 増沢賞 | 全部門の入賞者の中から最も印象的な演奏・作品に対し賞状と金30万円が贈られる。 |
| 野村賞 | ピアノ部門本選最優秀賞者に賞状と金30万円が贈られる。                         |
寄託賞
| ヴァイオリン部門 | レウカディア賞 | 最優秀者に賞状と記念品が贈られる。                                                                                                   |
| ヴァイオリン部門 | 鷲見賞         | 最優秀者に賞状と金10万円が贈られる。                                                                                                 |
| ピアノ部門       | 井口賞         | 最優秀者に賞状と金10万円。 |
| ピアノ部門       | 河合賞         | 最優秀者に賞状と金60万円。 |
| ピアノ部門       | 三宅賞         | 本選出場者の中から順位にこだわらず最も印象深い演奏をした者に賞状と金50万円。                                                         |
| 声楽部門         | 木下賞         | 本選出場者の中から日本歌曲の最優秀歌唱者に賞状と金50万円。また本賞受賞者の本選における共演者にも賞状と金10万円が贈られることがある。 |
| 作曲部門         | 明治安田賞     | 最優秀者に賞状と金50万円。 |
| フルート部門     | 加藤賞         | 最優秀者に賞状と記念品。 |
| フルート部門     | 吉田賞         | 最優秀者に賞状と金50万円。 |
| チェロ部門       | 徳永賞         | 最優秀者に賞状と金30万円。 |
| 弦楽器部門       | 黒柳賞         | 本選出場者の中からコンクール委員会が選定した者に賞状と金60万円。                                                                     |
| 部門問わず       | 松下賞         | 本選出場者の中からコンクール委員会が選定した者に賞状と金60万円。                                                                     |
| 部門問わず       | E.ナカミチ賞   | 本選出場者の中からコンクール委員会が選定した者に賞状と金60万円。                                                                     |
聴衆賞
| 岩谷賞 | 各部門の本選で聴衆による投票を行い、最多得票の者に賞状と金10万円が贈られる。 |